# Eleonora Fonseca Pimentel
Eleonora Anna Maria Felice de Fonseca Pimentel (Roma, 13 de enero de 1752—Nápoles, 20 de agosto de 1799) fue una poeta y revolucionaria conectada con la revolución napolitana y la posterior efímera república napolitana (también conocida como la República Partenopea) de 1799, una república hermana de la República Francesa y una de las muchas establecidas en la década de 1790 en Europa.

## Biografía

### Una mujer de letras
Pimentel nació en Roma en una familia de la nobleza portuguesa. Fue una niña precoz que escribió poesía y versaba en latín y griego. Cuando era niña se trasladó con su familia a Nápoles como resultado de dificultades políticas entre los Estados Pontificios —cuya capital era Roma— y el Reino de Portugal.
En la década de 1770 se convirtió en miembro importante de los círculos literarios de la época en Nápoles. Gran parte de su producción literaria la compone su correspondencia con otros literatos, entre la que destaca la que mantuvo en la década de 1770 con Metastasio, el poeta de la corte italiana en Viena y mayor libretista del siglo xviii.

### Una revolucionaria
En la década de 1790 se vio envuelta en el movimiento jacobino en Nápoles, que quería derrocar a la monarquía y establecer una versión local de la República Francesa. Ella fue una de los líderes de la revolución que derrocó a la monarquía de los Borbones e instaló la República Partenopea en enero de 1799.
Durante la corta etapa de esta república, editó y escribió la mayor parte del material para el Monitore Napoletano, el periódico de la República —nombrado así emulando al Le Moniteur universel en Francia. Tras el derrocamiento de la República y la restauración de la monarquía borbónica ese mismo año, fue una de los revolucionarios ejecutados por los tribunales reales organizados por Horatio Nelson.
Pimentel trató de evitar la pena de muerte afirmando estar embarazada, pero fue descubierta y pidió, al menos, ser decapitada y no ahorcada. Sin embargo, no hubo misericordia ya que el ahorcamiento público de una mujer de la nobleza era visto como algo muy escandaloso. Eleonora Pimentel no había cometido ningún delito durante la revolución: solo se dedicó a editar periódicos y a trabajar como periodista.